# Apátvarasd
Apátvarasd is een plaats (község) en gemeente in het Hongaarse comitaat Baranya. Apátvarasd telt 134 inwoners (2001).